# フロントンAOC
フランスワインにおけるフロントンAOC（Fronton AOC）は、1975年よりコート・デュ・フロントネとしてAOCに認定され、2005年フロントンAOCと改称された。オート＝ガロンヌ県の9か村と、東隣のタルヌ＝エ＝ガロンヌ県の11か村で構成されるAOC栽培地域で、面積は2,400ha、赤（80-85%）とロゼ（20%-15%）を産する。
ローマ時代にタルヌ河沿岸の高台にぶどうの木を植樹したのが始まり。フロントンにとって重要な出来事は、12世紀にマルタ騎士団によってこの地にもたらされた[マヴロ(Mavro)]という品種が定着し、この地区の特有のローカル品種ネグレットという名になり現在に至る。このネグレットを50%から70%の範囲で使うことがAOCとして義務づけられており、そのほかにはカベルネ・ソーヴィニョン、カベルネ・フラン、マルベック、シラー、ガメ、コット、フェールサルヴァドゥが随意ブレンドされる。 また、ぶどう畑1ha当たりの生産量は5,000L.から6,000L.以内と規定されている。
年間日照時間2,100時間、年間降水量650mmという気象条件の下、作り手にもよるが多くの赤ワインは、ボディーは比較的しっかりしているほうで、タンニンも十分あり、年によってはアルコール度数が14度を超すワインも多い。